# 盧嘉興
盧嘉興（1918年—1992年），號「廢廬主人」，臺灣臺南人，文史工作者，曾長期擔任臺南市文獻委員。他於2016年被列為臺南市歷史名人，故居則於2017年掛牌「歷史名人故居」。
據盧嘉興自行整理的著作目錄，他發表了147篇文章，除少數有獨立發行成書籍外，大多分散於《臺灣文獻》、《臺南文化》、《南瀛文獻》等期刊。其研究的主題有古蹟、寺廟、歷史人物、臺南地理地誌、臺灣鹽務發展等等。關於這些著作，盧嘉行自行彙編成《臺灣研究彙集》，計24集，贈送給對臺灣史蹟文化或文學有興趣的學人。

## 生平

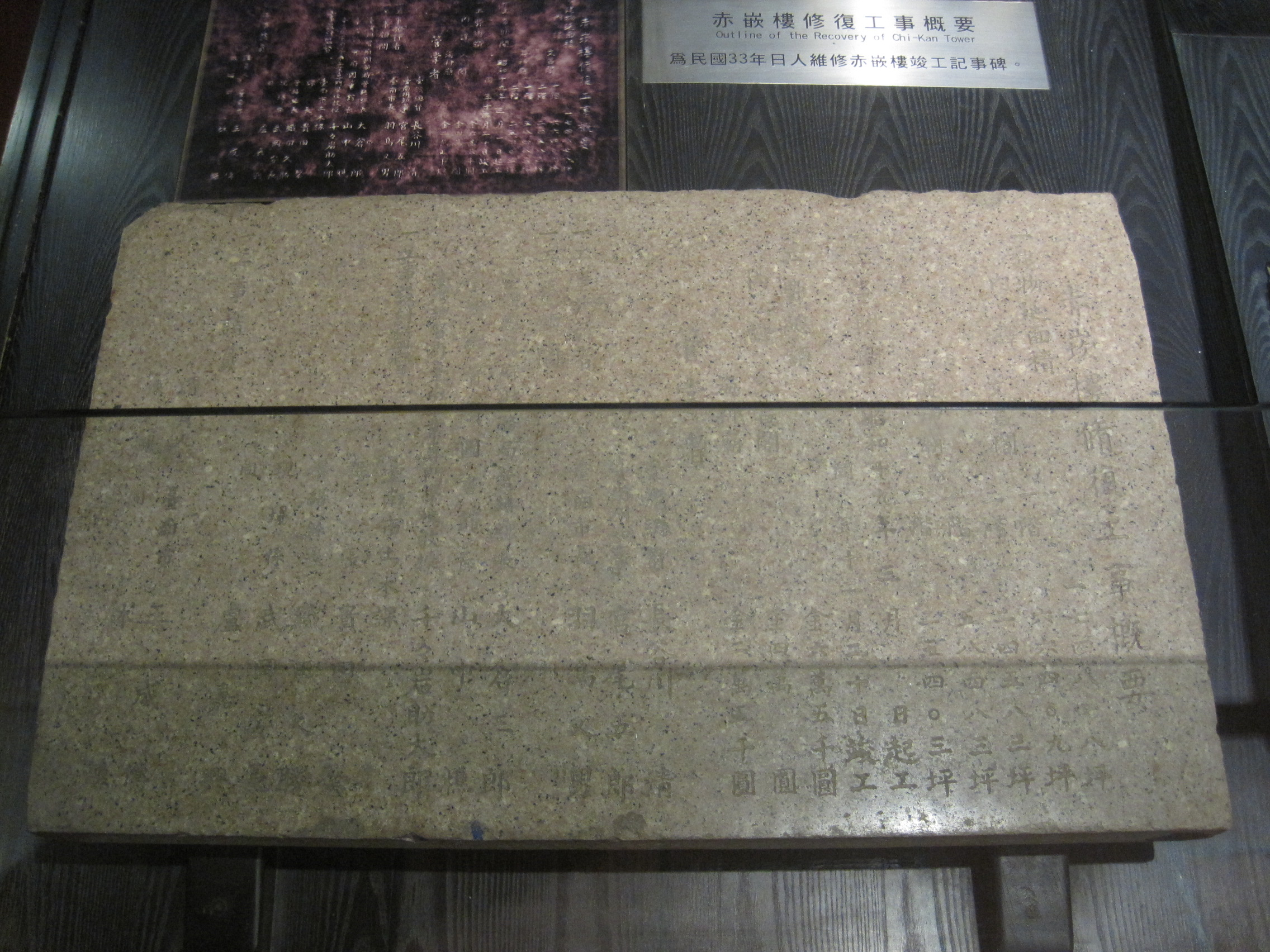
赤崁樓脩復工事概要碑（1944年），盧嘉興的名字位於左起第三位。

盧嘉興為家中獨子，幼時就讀於臺南第一公學校（今南大附小），畢業後進入臺南市役所土木課營繕係，自工友做起。任職期間進入臺南工業技術養成所（今成大附工）進修，此外曾負責設計赤嵌樓的修建工程。在此期間與石暘睢相識，並受其影響對臺灣歷史文化深感興趣。昭和十四年（1939年），與妻子盧王笑結婚。
第二次世界大戰期間，時任臺南市長羽鳥又男力主修復赤嵌樓，於昭和十七年（1942年）鳩資擬具計畫，由學習設計的盧嘉興監工修復計畫。昭和十八年（1943年），營繕係長織田久勝命其調查計畫該工程，直到昭和十九年（1944年）12月1日被徵招入伍，進入軍部建築隊，其未了工事由蘇取長（碑文中的「武岡安長」）接辦。派駐在臺北木柵。次年日本投降時，因聽聞他所在的建築兵隊會被調回日本本土，於是趁機逃回臺南。
二次大戰後，盧嘉興曾去讀國語（北京話）訓練班，並參與臺南孔廟的修復工程。民國三十五年（1946年）工程期間，盧家興考取臺灣省地方行政幹部訓練團，為民政系第一期學員，結訓後曾到臺南市的區公所服務。後來進入臺灣製鹽總廠（今臺鹽實業前身）工作，直到65歲以科長身分退休。因工作需要，盧嘉興帶著家人於臺鹽各地宿舍住過，民國41、2年（1952、1953年）才向一間茶行買下小倉庫當住處定居下來，並在民國六十一年（1972年）左右翻修。
民國五十三年（1964年），盧嘉興著作《鹿耳門地理演變考》經臺灣大學教授方豪推薦及專家評審後，獲得中國學術著作獎。民國六十四年（1975年），當選第一屆臺南市傑出父親。
民國八十一年（1992年），病逝。

## 研究與寫作
盧嘉興經常是利用夜間寫作，週末下午與假日會外出採訪。偶爾會在勤務時間，將分內工作完成之後寫作。因盧嘉興工作負責盡職，效率又高，故上司對此行為是寬容默許的。而根據其長女盧富美的說法，因為盧嘉興本身的日文能力只有受過小學程度的教育，中文則是後來自己進修，所以遇到日文資料他會自己暫譯成中文，再請留學日本的同事楊財幫忙補正，中文文稿則會請臺灣製鹽總廠副主任祕書周維亮協助潤飾。對於兩人的協助，盧嘉興總是會在文末加以致謝。
關於盧嘉興作人物研究的方式，他會先蒐集該人的照片、筆跡，再來造訪對象的親友請教其事蹟，並向戶籍機關申請其戶籍資料，整理出對象的家族關係甚至年譜後才執筆，最後在完稿後會讓對象的家屬過目確認。
另外據黃天橫的說法，盧嘉興在期刊上發表文章時，往往會跟雜誌社約定多印1、200份的抽印本，並要求將文章印在指定的頁面。這是為了他自行彙編《臺灣研究彙集》時，所發表的文章頁碼可以直接接續下去的關係。這些文章積到一定數量後，盧嘉興便會加上自印的封面合訂起來，編為《臺灣研究彙集》第幾集。直到做到第24集時，盧嘉興才因病封筆。

## 紀念

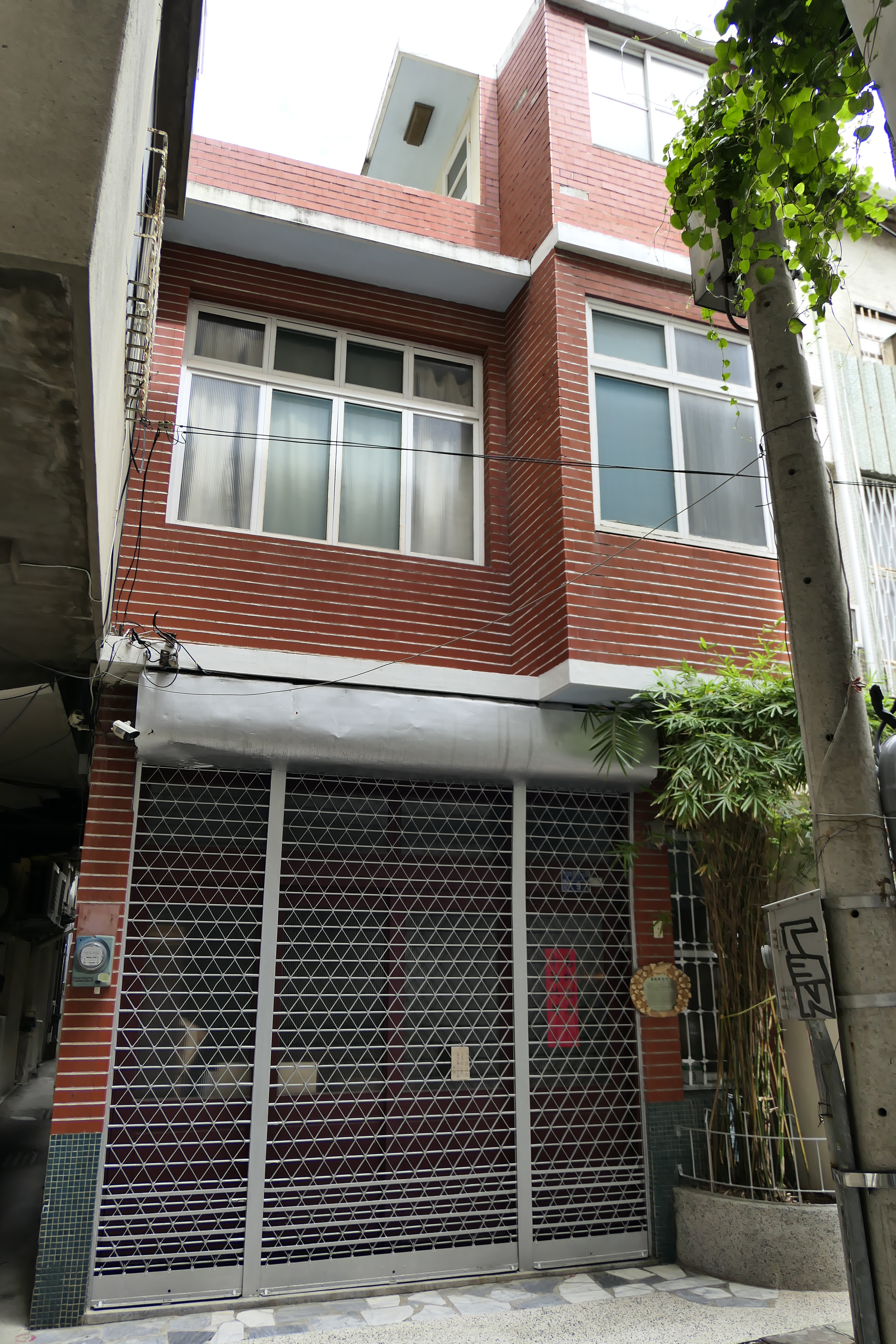
盧嘉興故居（廢廬）

2012年，盧嘉興次子盧金坊為紀念父親逝世20週年，著手成立盧嘉興紀念館。經過修建整理後，於2014年7月正式開幕。
2016年10月14日，臺南市文化局將包含盧嘉興在內的26人審議列入臺南市歷史名人。2017年3月12日，臺南市政府於盧嘉興故居掛上紀念牌，成為第17處掛上紀念牌的名人故居。